# آیت ایسافن
ایت ایسافن (به فرانسوی: Ait Issafen) یک منطقهٔ مسکونی در مراکش است که در سوس ماسه درعه واقع شده‌است.

## خصوصیات
ایت ایسافن ۵٬۰۲۶ نفر جمعیت دارد.